# Rembo
Rembo (vormals BpBatch) ist eine Software der gleichnamigen Firma Rembo technology SaRL aus der Schweiz. Die im April 1999 gegründete Firma wurde zum Ende August 2006 von IBM übernommen. Das Kofferwort Rembo setzt sich aus den Worten Remotely Manageable Boot Operations zusammen.

## Geschichte
Der Vorgänger von Rembo namens BpBatch entwickelten Marc Vuilleumier Stückelberg und David Clerc am Fachbereich Informatik der Universität Genf. Sie begannen im Sommer 1996. Eine erste Version wurde im August 1998 zur Verfügung gestellt.
Im selben Jahr fiel auch die Entscheidung kein Major Release von BpBatch herauszugeben, so konzentrierte man sich auf die Entwicklung des Nachfolgers. Somit endete mit Erscheinen der letzten Version 1.3 im Februar 2000 das Projekt BpBatch.
Nach Gründung von Rembo technology SaRL im April 1999 waren die ersten Veröffentlichungen am 31. Mai 2000 mit Buildnummer 002 die Versionen Rembo 1.0 Classic und Rembo 1.0 Pro. Unter dem ersten Versionszweig war die letzte Veröffentlichung Build 1.1.026 am 26. August 2002.
Die erste Veröffentlichung der zweiten Version des Rembo Toolkits geschah am 12. September 2002. Es trug ebenfalls wie der Vorgänger-Major-Release die Buildnummer 002. Als letzte Version dieses Versionszweiges gaben die Entwickler Build 2.0.059 am 14. November 2005 bekannt.
Am 1. Dezember 2004 konnte Version 4.0 von Rembo mit Buildnummer 008 herausgegeben werden. Die letzte Version war Build 032 vom 10. April 2006.
Heute ist rembo Teil von Tivoli Provisioning Manager for OS Deployment.

## Funktionalität
Es ist ein Mini-Betriebssystem, das über PXE vor dem eigentlichen Betriebssystem gebootet wird und zur Imageverwaltung dient. Rembo prüft automatisch, ob auf dem Server eine neuere Version des Images vorliegt und aktualisiert gegebenenfalls den eigenen Rechner. Rembo schützt den PC zudem vor Veränderungen, denn es setzt bei jedem Start alle vorgenommenen Änderungen über das derzeit gültige Image zurück. Somit wird das SheilA-Prinzip (Selbstheilende Arbeitsstation) umgesetzt. Die Vorgehensweise des proprietären Rembo ähnelt dem von LINBO. Bei Rembo kann man außerdem mehrere Betriebssysteme einstellen. Das Programm dient also zur Absicherung und Administration von großen Netzwerken.

## Entwicklung
Für diese Software wurde eigens eine an C-angelehnte Programmiersprache, bekannt unter dem Namen Rembo-C, entwickelt.
Auf Grundlage dieser Programmiersprache entwickelten sich mehrere Varianten:
- Rembo/mySHN[17] – eine von der Firma SBE network solutions entwickelte Erweiterung (mySHN – my Self Healing Network) zur besseren Bedienung der Rembo-Funktionen.[18] Sie liegt bereits in Version 5[19] vor.
- Rembo/Tivoli – eine von der Firma IBM in die vorhandene firmeneigene Lösung Tivoli integrierte Erweiterung.[20]

## Verbreitung
Zum Einsatz kommt es beispielsweise in der Linux-Musterlösung für Schulen des Landes Baden-Württemberg zwischen 2002 und 2008, zunächst mit BpBatch (bis 2004) danach von 2004 bis 2008 mit Rembo/mySHN (Support nur bis Version 2.0), im Rahmen der zwischen 2000 und 2005 geförderten Initiative „m.a.u.s. (Medien an unseren Schulen) – die Medienoffensive an Brandenburger Schulen“ des Landes Brandenburg, in den Schulservern logoDIDACT und snv (Schulnetzverwalter), an den Universitäten Bielefeld und Regensburg, aller (nicht berufsbildenden) Schulen der Stadt Bielefeld, auch an über 360 Schulen in Berlin, Niedersachsen, im Saarland und an der Allgemeine Gewerbeschule Basel, AGSBS (Schweiz).
Seit August 2008 ist die Software auch in Kölner Schulen (in so genannten „Notebook-Klassen“ und an „CAS-Schulen“) im Einsatz.